# Days of Glory (1944)
Days of Glory (ursprünglicher Titel This is Russia) ist ein US-amerikanischer Kriegsfilm aus dem Jahr 1944. Die im RKO-Studio unter der Regie von Jacques Tourneur entstandene Produktion war der erste Film, in dem der spätere Weltstar Gregory Peck mitspielte.

## Handlung
Der Film spielt nach dem Beginn der Operation Barbarossa an der sowjetischen Westfront: Die Tänzerin Nina Iwanowa sollte die sowjetischen Truppen unterhalten und wird von ihrem Ensemble durch die Kriegswirren getrennt. In der Nähe der Stadt Tula wird sie vom Rebellenführer Wladimir mit in einen Unterschlupf der Rebellen genommen. Die Rebellen können mit ihr nicht viel anfangen. Während die Männer von ihrer Schönheit fasziniert sind, sind die Frauen darüber erstaunt, dass sie weder kämpfen, noch kochen oder putzen kann.
Als ein deutscher Soldat gefangen genommen wird, ist die Gruppe uneins, wie mit ihm zu verfahren sei. Beim Verhör erzählt er Lügen und man beschließt, ihn deshalb zu töten. Allerdings will Wladimir ihm vorher noch ein Verfahren zukommen lassen. Als der Deutsche nachts fliehen will, tötet ihn Nina und erarbeitet sich dadurch den Respekt der Rebellengruppe.
Bei der nächsten Guerillaaktion wird Nina mitgenommen. Hier sollen Gleise gesprengt werden, um einen deutschen Zug mit Munition zu stoppen. Wladimir und Nina fallen sich während der Aktion in die Arme und küssen sich. Nina, die Wladimirs Entschlossenheit im Kampf nicht versteht, erfährt mehr über den Mann, der früher Ingenieur war.
Wladimir schickt eine Botin zum Hauptquartier: Jelena, die ihn ebenfalls liebt. Jelena wird von Deutschen erschossen. Dann schickt er Nina, die es schafft und mit einer Nachricht zurückkommt: Die sowjetische Gegenoffensive soll endlich beginnen. Als die Deutschen den Jugendlichen Mitja festnehmen und befragen, bittet Nina Wladimir etwas zu seiner Rettung beizutragen. Dieser will jedoch die Gegenoffensive nicht gefährden und bleibt tatenlos. Mitja wird öffentlich gehängt.
Wladmirs Gruppe bekämpft deutsche Truppen, um der Gegenoffensive zu helfen. Heldenhaft fallen die Kämpfer einer nach dem anderen. Nina und Wladimir bekämpfen einen anrückenden deutschen Panzer, der sie wahrscheinlich töten wird.

## Kritik
Auf der Website Rotten Tomatoes, auf der die Auswertungen von Kritiken zusammengefasst werden, hat der Film eine positive Rate von 50 % (basierend auf zwölf Kritiken).

## Kommerzieller Erfolg
- Der 958.000 Dollar teure Film war ein kommerzieller Misserfolg und machte einen Verlust von 593.000 US-Dollar.[2][3]
- Der Produzent und Drehbuchautor Robinson heiratete die Hauptdarstellerin Toumanova 1944[4]. Die Ehe wurde 1955 geschieden.[5]

## Nominierungen
Vernon L. Walker, James G. Stewart und Roy Granville wurden 1945 in der Kategorie Beste visuelle Effekte für einen Oscar nominiert.